# Aineto
Aineto ist ein spanischer Ort in der Provinz Huesca der Autonomen Gemeinschaft Aragonien. Aineto gehört zur Gemeinde Sabiñánigo. Der Ort auf 998 Meter Höhe hatte 39 Einwohner im Jahr 2015.

## Geographie
Der Ort im Pyrenäenvorland liegt etwa 35 Kilometer südöstlich von Sabiñánigo in der als La Guarguera bezeichneten Landschaft. Südlich von Aineto befindet sich die Sierra de Guara.  

## Geschichte
Aineto wurde erstmals im Jahr 1076 urkundlich überliefert. Alte Schreibweisen sind Agineto und Ayneto. 

## Sehenswürdigkeiten
- Pfarrkirche[1] aus dem 18. Jahrhundert
- Casa Escartín, erbaut 1793
- Ermita Santa María de Perula